# Frontière entre les Îles Marshall et les États fédérés de Micronésie
La frontière entre les Îles Marshall et les États fédérés de Micronésie est intégralement maritime dans l'océan Pacifique.
La ligne de délimitation entre la zone économique exclusive et le plateau continental des Îles Marshall (Ebon, Namdrik, Ujae et Ujelang) et la zone exclusive et le plateau continental des états fédérés de Micronésie (Kosrae, Pingelap, Mokil, Pohnpei et Pakin) est fondée sur l’équidistance, ce qui est conforme au droit international.
La ligne est composée d’une série de lignes géodésiques reliant, dans l’ordre mentionné, les points ci-dessous, définis par leurs coordonnées géographiques :
- Point a : 10° 25′ 25″ N, 157° 27′ 50″ E
- Point b : 9° 39′ 44″ N, 158° 10′ 26″ E
- Point c : 8° 33′ 26″ N, 159° 24′ 13″ E
- Point d : 8° 18′ 31″ N, 160° 09′ 47″ E
- Point e : 7° 59′ 10″ N, 161° 00′ 01″ E
- Point f : 7° 51′ 24″ N, 162° 37′ 27″ E
- Point g : 8° 03′ 31″ N, 163° 04′ 18″ E
- Point h : 7° 11′ 01″ N, 164° 20′ 22″ E
- Point i : 6° 17′ 01″ N, 165° 30′ 35″ E
- Point j : 3° 33′ 25″ N, 165° 40′ 34″ E
- Point k : 3° 11′ 29″ N, 165° 38′ 06″ E